# Nell'anno del Signore
Nell'anno del Signore es una película italiano/francesa de 1969 escrita y dirigida por Luigi Magni basada en la ejecución de dos carbonarios en la Roma papal del siglo XIX. Es la primera de una trilogía continuada con In nome del Papa Re de 1977 y In nome del popolo sovrano de 1990; películas en las que se repite el tema de la relación entre el pueblo y la aristocracia romana con el poder pontificio, en medio de los trastornos ocurridos durante el período del Risorgimento.
Protagonizada por un reparto coral compuesto por Nino Manfredi, Enrico Maria Salerno, Claudia Cardinale, Robert Hossein, Renaud Verley, Ugo Tognazzi y Alberto Sordi; el rodaje se llevó a cabo alrededor de Roma, con decorados diseñados por el director de arte Carlo Egidi. Fue un éxito de audiencia y ocupa el puesto n° 30 de las películas italianas más vistas de la historia. Manfredi obtendría el Premio David de Donatello al mejor actor protagonista y el Nastro d'argento al mejor actor protagonista.

## Trama
En el año 1825, en Roma gobierna el Papa León XII, caracterizado por una política reaccionaria e intransigente, en la que la represión de cualquier forma de libertad individual es llevada a cabo por un estado policial y por las tramas del tortuoso cardenal Agostino Rivarola (Ugo Tognazzi). Los judíos se ven obligados a permanecer encerrados en el gueto, humillados por los intentos de conversión forzada; la policía, bajo las órdenes del coronel Nardoni (Enrico Maria Salerno), hace cumplir un estricto toque de queda.
A pesar de todo, en la estatua parlante de Pasquino continúan apareciendo escritos irónicos y duramente críticos con el gobierno; y las reuniones de los carbonarios se siguen celebrando en secreto, donde planean una revolución popular. Dos de ellos, el Doctor Leonida Montanari (Robert Hossein) de Roma, y Angelo Targhini (Renaud Verley) de Módena, se ven obligados a apuñalar a uno de sus compañeros, el príncipe Filippo Spada (Franco Abbina), quien, en una crisis de conciencia debido a la enfermedad fatal de su hija, se había arrepentido de las conspiraciones y había revelado secretos al coronel Nardoni.
Spada, sin embargo, logra salvarse de las heridas de arma blanca de Targhini y Montanari y los denuncia a la policía papal: el destino de los dos carbonarios está sellado y, tras un juicio sumario, los dos son condenados a la guillotina. La historia está entrelazada con la del zapatero Cornacchia (Nino Manfredi) y su amante Giuditta (Claudia Cardinale), una hermosa joven judía. Los dos, menos cultos y menos inclinados a cambios radicales que los carbonarios, se habían unido afectivamente con Montanari y Targhini y se esfuerzan por ayudarlos.

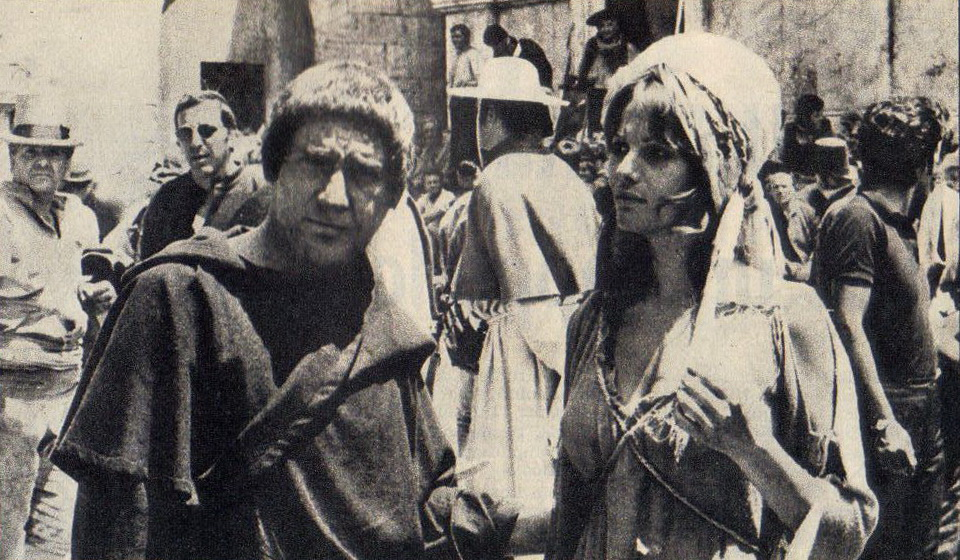
Alberto Sordi y Claudia Cardinale durante la producción de Nell'anno del Signore.

Cornacchia propone al cardenal Rivarola que le revele la identidad de Pasquino, una vez obtenido el perdón para los dos condenados: como Pasquino es él mismo, el zapatero ofrece su vida por la de los carbonarios. Pero todo es en vano. Unos días antes, de hecho, Cornacchia, en un gesto de orgullo ante las ofensas de Giuditta que lo consideraba un bueno para nada, había corregido a un sacristán que se había equivocado mientras escribía, revelando así que no era tonto ni analfabeto como hacía creer a la gente. La noticia es llevada al Cardenal Rivarola quien, de esta manera, atrapa a Cornacchia, entregándole una carta, haciéndola pasar como un indulto para Montanari, pero con una orden para arrestar a Cornacchia.
Al encontrarse acorralado, su último acto como Pasquino es escribir un epigrama final invitando al Papa a ejecutar a los dos carbonarios, ya que este final, después de todo, es lo que los dos condenados secretamente esperan. Después de escribir, confía el último mensaje a su sucesor para que lo coloque en la estatua de Pasquino. Luego ingresa a un convento para convertirse en fraile.
Targhini y Montanari, esperando el final, están encarcelados en el Castillo de Sant'Angelo. Se les envía un fraile (Alberto Sordi), que les insiste en que confiesen para salvar sus almas al borde de la muerte: pero los carbonarios permanecen firmes en su ateísmo. Los hechos parecen dar la razón al cardenal Rivarola: el pueblo no quiere libertad, sino una vida tranquila y ocasionalmente alguna diversión, consistente en este caso en una decapitación pública, por lo que algunos plebeyos intentan asaltar la prisión no para liberar a los dos carbonarios sino acelerar su ejecución. Targhini y Montanari son llevados a la Piazza del Popolo frente al verdugo Maestro Titta. En ese momento irrumpe el pobre fraile y se dirige hacia los dos. A pesar de sus súplicas al cardenal para que libere a los dos, decide al menos absolverlos en la plaza pública, pero es bloqueado precisamente por orden de Rivarola y arrastrado. Los dos son ejecutados sin el consuelo de los sacramentos.

## Elenco
- Nino Manfredi como Cornacchia
- Enrico Maria Salerno como el coronel Nardoni
- Claudia Cardinale como Giuditta Di Castro (doblada por Rita Savagnone)
- Robert Hossein como Leonida Montanari (doblado por Giuseppe Rinaldi)
- Renaud Verley como Angelo Targhini (doblado por Massimo Turci)
- Ugo Tognazzi como el cardenal Agostino Rivarola
- Alberto Sordi como el fraile
- Franco Abbina como el príncipe Filippo Spada (doblado por Franco Latini)
- Britt Ekland como la Princesa Spada
- Pippo Franco como Bellachioma (doblado por Pino Locchi)
- Stefano Oppedisano como el joven borracho

## Banda sonora
La banda sonora de esta película fue compuesta por Armando Trovajoli.

| Nell'anno del Signore Original Soundtrack |                                                                      |                          |          |  |
| N.º                                       | Título                                                               | Notas                    | Duración |  |
| 1.                                        | «Nell'anno del Signore» (En el Año del Señor)                        |                          | 4:25     |  |
| 2.                                        | «Castel S. Angelo»                                                   |                          | 3:28     |  |
| 3.                                        | «Paolina»                                                            |                          | 2:17     |  |
| 4.                                        | «Angelo e Giuditta» (Angelo y Giuditta)                              |                          | 1:52     |  |
| 5.                                        | «I Carbonari» (Los carbonarios)                                      |                          | 0:57     |  |
| 6.                                        | «Addio» (Adiós)                                                      |                          | 1:45     |  |
| 7.                                        | «Sotto la ghigliottina» (Bajo la guillotina)                         |                          | 1:54     |  |
| 8.                                        | «Ouverture - Nell'anno del Signore» (Obertura - En el Año del Señor) |                          | 1:52     |  |
| 9.                                        | «Tema di Giuditta» (Tema de Giuditta)                                | Voces por Edda Dell'Orso | 2:11     |  |
| 10.                                       | «La processione dei condannati» (La procesión de los condenados)     |                          | 2:05     |  |
| 11.                                       | «Dichiarazione d'amore» (Confesión de amor)                          |                          | 1:43     |  |
| 12.                                       | «Pasquino»                                                           |                          | 2:08     |  |
| 13.                                       | «Sapessi quanto amore» (Si supieras cuanto amor)                     |                          | 3:09     |  |
| 14.                                       | «Coro della morte» (Coro de la muerte)                               |                          | 0:54     |  |
| 15.                                       | «Piazza del Popolo»                                                  |                          | 2:32     |  |

| Material extra de la reedición en CD de 1998 |                                                               |                                    |          |  |
| N.º                                          | Título                                                        | Notas                              | Duración |  |
| 16.                                          | «Nell'anno del Signore (Suite)» (En el año del Señor (Suite)) |                                    | 7:15     |  |
| 17.                                          | «Serenata di Giuditta» (Serenata de Giuditta)                 | Interpretada por Armando Trovajoli | 11:32    |  |

## Recepción
La película registró un excelente éxito de taquilla, lo que resultó que solamente en Italia, durante la temporada 1969-70, obtuvieran una recaudación de £ 3.218.178.000.
Actualmente ocupa el puesto n° 30 de las películas italianas más vistas de la historia con 9.901 145 espectadores.

### Premios y reconocimientos

#### Premio David di Donatello
- Mejor actor protagonista para Nino Manfredi - Ganador

#### Premios Nastro d'argento
- Mejor actor protagonista para Nino Manfredi - Ganador
- Mejor sonido para Luigi Magni - Nominación
- Mejor guion para Luigi Magni - Nominación
- Mejor actor no protagonista para Alberto Sordi - Nominación